# Lakeview (Oregon)
Pour les articles homonymes, voir Lakeview.
Lakeview est une ville de 2 294 habitants; c'est le siège du comté de Lake, situé dans l'Oregon, aux États-Unis.